# (11252) Laërtes
(11252) Laërtes ist ein Asteroid aus der Gruppe der Jupiter-Trojaner. Damit werden Asteroiden bezeichnet, die auf den Lagrange-Punkten auf der Bahn des Jupiter um die Sonne laufen.
(11252) Laërtes wurde am 19. September 1973 von den niederländischen Astronomen Cornelis Johannes van Houten, Ingrid van Houten-Groeneveld und Tom Gehrels am Palomar-Observatorium (IAU-Code 675) entdeckt. Er ist dem Lagrangepunkt L4 zugeordnet.
Der Asteroid ist nach Laertes benannt, dem mythologischen König von Ithaka und Vater des Odysseus.
Die Benennung erfolgte am 24. Januar 2000.